# إله الحرب (لعبة فيديو)
إلهُ الحَرب (بالإنگليزيَّة: God of War؛ نقحرة: گد أف ور)، هي لُعبة ڤيديو حركيَّة-مُغامراتيَّة ثُلاثيَّة الأبعاد من تطوير إستوديو SCE سانتا مونيكا ونشر شركة سوني للترفيه الحاسوبي. أُطلقت بدايةً يوم 22 آذار (مارس) سنة 2005م لجهاز پلايستيشن 2، لتكون الأولى في سلسلةٍ من الألعاب حملت نفس العنوان، والثالثة بحسب السياق الزمني للقصَّة. تستندُ هذه اللُّعْبة على الميثولوجيا الإغريقيَّة بشكلٍ فضفاض غير دقيق، وتقعُ أحداثها في اليونان القديمة، وباعثُ أحداثها الأساسي هو الانتقام. يتحكَّمُ اللاعب ببطل الرواية «كريتوس»، وهو مُحاربٌ إسپرطيّ يعملُ في خدمة آلهة الأولمپ، الذي تعهدُ إليه إلاهة الحكمة أثينا بقتل إله الحرب آريز، المسؤول عن جعل كريتوس يصرع أُسرتَه خطأً. وخلال مُحاصرة آريز ومُهاجمته مدينة أثينا بدافع الحقد على شقيقته السالفة الذِكر، ينطلقُ كريتوس في رحلةٍ باحثًا عن الشيء الوحيد القادر على إيقاف أيِّ إله، ألا وهو صُندوق پاندورا الأُسطوري. بعد نضالٍ ملحميّ، يتمكّن كريتوس من إيقاف آريز والقضاء عليه، ثُمَّ يحُلُّ مكانه ليُصبح إله الحرب الجديد.
يرتكزُ أُسلوب اللعب على القتال المُباشر المُرَكَّب الحَرَكَاتِ والأساليبِ، الذي يُنفذهُ اللاعب بالسلاح الأساسيّ، ألا وهو «نَصْلَي الشَّوَاش» (بالإنگليزيَّة: Blades of Chaos)، وسلاحٌ ثانويٌّ يكتسبه اللاعب خلال إحدى مراحل اللُّعبة لاحقًا. تظهرُ في اللُّعبة أيضًا بضعة مشاهد وأحداث بالحركة البطيئة تتطلَّب من اللاعب أن يؤدّي حركاتٌ مُعيَّنةٌ باستخدام الحاكوم خلال سلسلةٍ وقتيَّة مُحددة كي يتمكّن من الانتصار على الأعداء الأشد قوَّةً والرؤساء الذين يظهرون في أواخر المراحل. يُمكنُ للاعبُ أن يستعمل حتّى أربع هجماتٍ سحريَّةٍ ومقدرةٍ لتعزيز قوَّته كخياراتٍ قتاليَّة بديلة. كما تعرضُ اللُّعبة عدَّة أحاجي ليحُلَّها اللاعب ويتقدَّم، وعددٌ من عناصر ألعاب المنصات (القفز وتخطي الحواجز والعوائق).
بيع من هذه اللُّعبة أكثرُ من 4.6 ملايين نسخة حول العالم، لتحتل بذلك المركز العاشر في قائمة ألعاب الپلايستيشن 2 الأكثر مبيعًا في التاريخ. واعتُبرت إحدى أفضل الألعاب الحركيَّة المُغامراتيَّة على هذا الجهاز، وفازت بعدَّة جوائز في مُسابقة أفضل لُعبة في السنة. سنة 2009م، أعلن الموقع الإلكتروني الترفيهي IGN أنَّ لُعبة إله الحرب هي سابع أفضل ألعاب الپلايستيشن 2. وإلى جانب أُسلوب اللعب المُميَّز، امتدح النُقَّاد واللاعبون اللُّعبة على رسومها الفائقة وموسيقاها وأسلوب تقديمها القصَّة والقصَّة ذاتها. تمَّت إعادة تصميم هذه اللُّعبة وتتمتُها الأولى إله الحرب 2 وأُطلقتا خلال شهر تشرين الثاني (نوڤمبر) سنة 2009م كجزء من مجموعة إله الحرب، وفي سنة 2012م أُعيد نشرهُا مُجددًا كجزء من ملحمة إله الحرب على جهاز پلايستيشن 3. نُشرت رواية ورقيَّة عن اللُّعبة خلال شهر أيَّار (مايو) سنة 2010م، وما زال العملُ جاريًا على إعداد فيلمٍ سينمائيٍّ عن القصَّة مُنذ سنة 2005م.
كانت هذه اللُّعبةُ الرائدةَ في سلسلةٍ من الألعاب حملت ذات العنوان، وقد أدّى نجاحها مُنقطع النظير إلى إصدار لُعبتين تاليتين لِهذه القصَّة أصابت بدورها نجاحًا كبيرًا، كما أُصدرت ألعابٌ أُخرى تقعُ أحداثها بين أحداث تلك الألعاب (واحدةٌ منها سابقةٌ عليها كُلَّها)، وجميع تلك الألعاب أُصدرت على أجهزة ألعاب محمولة بادئ الأمر، قبل أن يُعاد تصميمها وإصدارها على جهاز پلايستيشن 3، وواحدةٌ منها (إلهُ الحرب: الخيانة) أُطلقت على الهواتف المحمولة.

## أُسلوب اللعب

### الوصف
إلهُ الحَرب هي لُعبة انفراديَّة ثُلاثيَّة الأبعاد ذات منظور الكاميرا الثابتة (يُشاهدها اللاعب من خلف الشخصيَّة الأساسيَّة ويُتابعها خلال تحرُّكها)، يتحكَّمُ اللاعب خلالها بالشخصيَّة الرئيسيَّة، أي كريتوس، مُتخطيًا مراحلها عبر قتال الأعداء قتالًا مُباشرًا مُركب الحركات والأساليب (مزج بين عدَّة حركاتٍ قتاليَّة) وتخطّي المنصَّات والعوائق وحل الأحاجي. وتشتملُ قائمة الأعداء في اللُّعبة على طائفةٍ واسعةٍ من الكائنات الأُسطوريَّة الإغريقيَّة، بما فيها: جُنودٌ أمواتٌ أحياء، وخطَّافات، ومينوطورات، وميدوسا والغرغونات، والسكلوپات، والأطياف، والسَّاطيرات، والقناطرة، والسيربروسات، وعدَّة زُعماء في أواخر بعض المراحل، مثل العُدار والمينوطور العملاق الذي يحرسُ صُندوق پاندورا. تتطلَّب عناصر ألعاب المنصَّات من اللاعب أن يتسلَّق الجُدران والسلالم، ويقفزُ فوق الهوَّات العريضة، ويتأرجح على الحبال، ويُوازن نفسه على الكمرات والعواميد الساقطة ليتخطّى بعض أقسام اللُّعبة. بعضُ الأحاجي بسيطة وسهلة الحل، كأن يُطلب من اللاعب سحل صُندوقٍ ليقفز عليه ومن ثُمَّ يقفزُ إلى الموضع المطلوب الذي لا يُمكن الوصول إليه بالقفز العادي، أمَّا بعضُها الآخر فأكثر تعقيدًا، كأن يُطلب من اللاعب العُثور على عدَّة أغراض عبر مناطق مُختلفة من اللُّعبة لفتح بوَّابةٍ واحدة.
يعثُرُ اللاعب في عالم اللُّعبة الواسع على عدَّة صناديق بعضُها مطليّ بالأخضر وأُخرى بالأزرق وغيرُها بالأحمر، وكُلُّ صُندوقٍ منها يحوي بلّورات من نفس اللون يؤدي كُلٌّ منها مُهمَّةً مُختلفةً، فالبلورات الخضراء تَشفي اللاعب من الإصابات وتَزيدُ من صحَّته، بينما تزيدُ البلَّورات الزرقاء من نسبة قوَّته السحريَّة، وتزيدُ الحمراء من خبرته القتاليَّة، حيثُ يُمكنهُ استخدامها لتطوير أسلحته ومقدرته السحريَّة بحيثُ تظهر لديه قُدراتٌ أعظمُ وأقوى، ولِـمَلْءِ «مكيال الغضب»، والأخير ما أن يمتلئ حتّى يستطيعَ اللاعبُ استعمال مقدرة إضافيَّة لإلحاق أضرارٍ كبيرة بأعدائه، هي مقدرة «غضب الآلهة». يُمكنُ الحُصول على البلَّورات الحمراء أيضًا عبر قتل الأعداء وتكسير الأغراض الجامدة المُتناثرة في مُختلف المراحل. بعضُ الصناديق غير مطليّ بأيِّ لونٍ، وهذه يعثُر فيها اللاعب على عُيون غرغونات وريشات طيور العنقاء، وكلاهُما يزيدُ من طول مقياس الصحَّة والسحر على التوالي؛ وبحال عثر اللاعب على ثمانية عشرة صندوقًا من تلك المذكورة، فإنَّ صحَّته وقدرته السحريَّة تبلغ أقصى درجاتها، وتزداد قوَّته نَتيجةً لذلكَ.

### القتال

كريتوس (قافزًا في الهواء) يُهاجم العُدار بنَصْلَي الشَّوَاش. المقطع الظاهر في أعلى زاوية اليسار هو مقياسُ الصحَّة. الرقمُ هو عبارة عن عدد البلَّورات الحمراء التي جمعها اللاعب. المقياسُ الأخضر أسفل الشاشة يُظهرُ صحَّة العدو.

مقطع من اللُّعبة تظهر فيه غرغونة ضعيفة جرَّاء الضرب المُتواصل فتظهر فوق رأسها علامة زر الدَّائرة على حاكوم اللُّعبة، فإن ضغطه اللاعب والشخصيَّة على مقربةٍ من الخصم، يقوم بقتله على الفور.

السِّلاحُ الرئيسيُّ المُستخدم في اللُّعبة هو «نَصْلَا الشَّوَاش» (بالإنگليزيَّة: Blades of Chaos)، وهما نصلان مُقيَّدان بسلاسل معدنيَّةٍ مربوطةٍ حول معصمَي كريتوس وساعدَيْه. يقوم اللَّاعب بأرجحة النصلين خلال اللعب في مُختلف الاتجاهات ضاربًا الأعداءَ باستخدام حركاتٍ مُختلفة. وخلال مرحلةٍ لاحقةٍ من اللُّعبة، يحصلُ كريتوس على سلاحٍ جديدٍ هو «نصلُ آرتميس»، وهو عبارة عن سيفٍ كبير يسمحُ لِلَّاعب أن يُقاتِلَ بأساليبَ مُختلفة عن أساليب النصلين السَّالِفَيِ الذِكرِ. كذلك، يتعلَّمُ كريتوس كيفيَّة استخدام عدَّة قُدراتٍ سحريَّة (مثل «حنق زيوس»، وهي مقدرة تسمح له بتوليد الصواعق ورميها على الأعداء البعيدين)، الأمر الذي يسمحُ له بالقضاء على عدَّة أعداء معًا أو كُلِّ عدوٍّ على حدةٍ. من القُدرات السحريَّة الأُخرى: نظرة ميدوسا، وغضبُ پوسيدون، وجيشُ الجحيم. كذلك يعثُرُ اللاعب على غرضٍ يُدعى «رُمح پوسيدون ثُلاثي الشعب»، الذي يسمحُ لكريتوس بأن يتنفَّس تحت الماء ويستكشفُ تلك البيئة. وفي بداية اللُّعبة، يكتسبُ كريتوس مقدرةً خارقة تُدعى «غضب الآلهة» تُعطيه مناعةً مؤقتةً ضدَّ الهجومات وتسمح له بإنزال ضرر أكبر بأعدائه.
خلال بعض القتال، يُطلبُ من اللاعب أن يُقدم على سلسلة حركاتٍ مُعيَّنة بسُرعة خلال مُدَّة مُعيَّنة عندما يكون أحد الأعداء الأقوياء قد أُصيب بضعفٍ شديد جرَّاء الضرب المُتواصل، باستخدام حاكوم اللُّعبة ما أن تظهر شارة رز الدائرة على الشاشة، فإن نجح اللاعب في ذلك يقضي على عدوّه وتنتهي المعركة، وإلا يُرمى عنه ويُصابُ بضررٍ إضافيِّ. كذلك، يُطلبُ من اللاعب أن يُقدم على سلسلةٍ من الحركات الشبيهة خلال لُعبةٍ جنسيَّةٍ مُصغَّرة، حينما يلتقي بامرأتين توأمتين أوَّل اللُّعبة، وقد أصبحت لقاءاتٌ من هذه الشاكلة مُنتظمة ومُكررة خلال جميع ألعاب هذه السلسلة.
بعد إكمال اللُّعبة، يُكشفُ النقاب عن قسمٍ جديد ضمن قائمة الاختيار، هو قسمُ التحدّي، المُسمَّى «تحدّي الآلهة»، وهو يتكوَّن من عشر مراحل تتطلَّب كُلُّ مرحلةٍ منها القيام بسلسلةٍ من الأعمال حتّى يتخطَّاها اللاعب إلى المرحلة التالية (مثلًا القضاء على جميع السكلوپات قبل انقضاء الوقت). أيضًا يُمكنُ للاعب أن يكشف عن أزياءٍ إضافيَّة لكريتوس، وڤيديوهات عن أحداث ما وراء الكواليس خلال إعداد اللُّعبة، والرسومات المبدئيَّة والتصاميم الأوليَّة للشخصيَّات والبيئات الواردة باللُّعبة. كما أنَّ إكمالُ اللُّعبة في جميع مُستويات الصُعوبة يكشفُ النقاب عن المزيد من الجوائز.

## مُوجز اللُّعبة

### موقع وزمن الأحداث

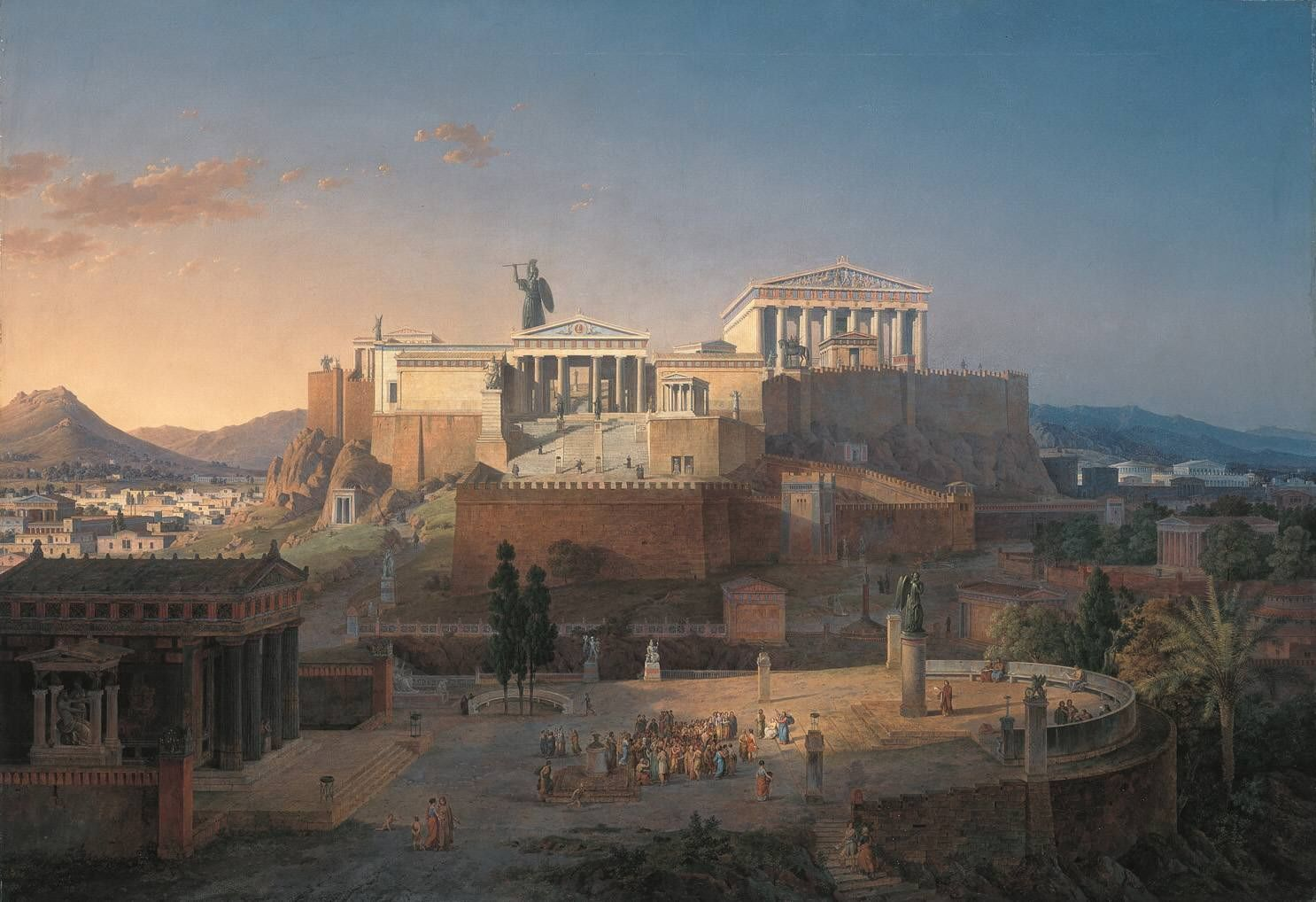
أثينا القديمة، حيثُ يدورُ قسمٌ من أحداث اللُّعبة.

تجري أحداثُ هذه اللُّعبة في نسخةٍ خياليَّةٍ من اليونان القديمة، التي تستوطنها آلهة الأولمپ، والجبابرة، وكائناتٌ أُخرى من الميثولوجيا الإغريقيَّة. تقعُ الأحداث، باستثناء مقاطع ذكريات كريتوس، بين أحداث لُعبتيْ سلاسل الأولمپ (2008م) وشبح إسپرطة (2010م)، ويتوجَّب على اللاعب خلالها أن يستكشف ستَّة مواقع، بعضُها عبارة عن نُسخٍ خياليَّةٍ لأماكنَ فعليَّة، مثل بحر إيجة ومدينة أثينا القديمة، وأُخرى خُياليَّة بالكامل، مثل صحراء الأرواح التائهة، وهيكل پاندورا، والجحيم (بمفهومه الإغريقي)، بالإضافة لمشهدٍ قصيرٍ على متن جبل الأولمپ.

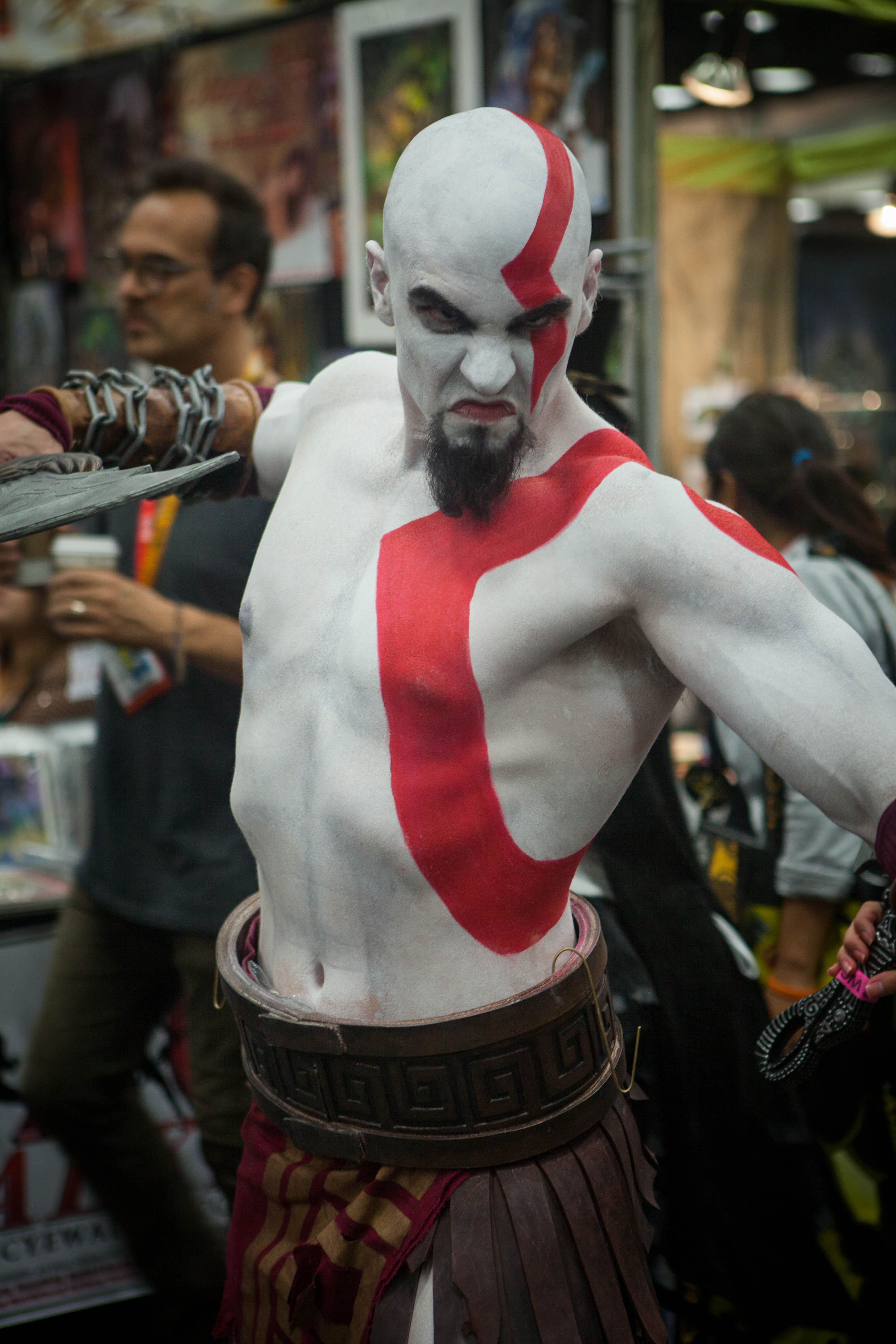
شخصٌ يلعب دور الشخصيَّة الرئيسيَّة في اللُّعبة: كريتوس «شبح إسپرطة»، في معرض «كومك كون» الدولي سنة 2012.

تضُمُّ مرحلة بحر إيجة موقعًا يحوي حُطام سُفنٍ كثيرة، يليه مدينة أثينا المُحاصرة من قبل إله الحرب آريز، والتي تتعرَّضُ للقصف والتدمير على يديه ويد جيشه من الكائنات الأُسطوريَّة، وتلي المدينة صحراء الأرواح التائهة، وهي عبارة عن مُنبسطٍ رمليٍّ واسع تعصف به الرياح وتملأه الأطلال والآثار القديمة. أغلب أحداث اللُّعبة تقع داخل هيكل پاندورا، المُقيَّد بواسطة سلاسل معدنيَّة عملاقة على ظهر الجبَّار كرونوس الذي يزحفُ هائمًا على وجهه بالصحراء. شُيِّد الهيكل سالف الذِكر من قِبل المُهندس پاثوس ڤيردس الثالث، وهو مليء بالأفخاخ والوحوش، ومقسومٌ إلى ثلاثة أقسام مُكرَّسة إلى الجبَّار أطلس والإلهين پوسيدون وهاديس على التوالي. أمَّا العالمُ السُفليّ، أو الجحيم، فهو عالمٌ من نار ترتكزُ فيه الكثير من الأعمدة الشائكة، وتطوف فيه أرواحُ الأموات، ونسخٌ مُلتهبةٌ من الأعداء التي سبق للاعب أن قاتلها بشكلها المألوف خلال المراحل السَّابقة. أثينا هي موقعُ المعركة الأخيرة بين كريتوس وآريز، وآخرُ المواقع التي تظهرُ باللُّعبة هي صالة عرش إله الحرب على جبل الأولمپ.

### الشخصيَّات
الشخصيَّة الرئيسيَّة في اللُّعبة هو «كريتوس» (يؤدي صوته المُمثل الأمريكي ترَّانس كارسون)، وهو مُحاربٌ إسپرطيّ يعمل في خدمة آلهة الأولمپ. تضُمُّ قائمة الشخصيَّات الأُخرى مجموعةً من الآلهة الإغريقيَّة، مثل: أثينا (صوت كارول روجير) إلاهة الحكمة وحليفة كريتوس ومُرشدته؛ وآريز (صوت ستيڤن بلوم إله الحرب وشرير القصَّة الأساسي)؛ وپوسيدون (بصوت فريد تاتاشور) إله البحر؛ وأفروديت (صوت كارول روجير) إلاهة الحُب والجنس؛ وزيوس (صوت پول إيدينگ) سيِّدُ الآلهة؛ وأرتميس (صوت كلوديا بلاك) إلاهة الصيد والبريَّة؛ وهاديس (صوت نولان نورث) إله الجحيم. تقوم عدَّة آلهة بمُساعدة كريتوس خلال اللُّعبة، فتمنحهُ قوى سحريَّة أو أسلحة جديدة. من الشخصيَّات الثانويَّة التي تظهر في اللُّعبة: عرَّافة أثينا (صوت سوزان بلاكسلي)، وحفَّار القبور (صوت پول إيدينگ)، وحارق الجُثث (صوت كريستوفر كوري سميث)، وقُبطان السفينة (صوت كيث فيرگيسون). أيضًا، تظهرُ شخصيَّاتٌ أُخرى في مقاطع ذكريات كريتوس، مثل زوجة كريتوس ليساندرا (صوت اگوندولين ياو)، وطفلته كالايوپي، وملك البرابرة، وعرَّافة القرية (صوت سوزان بلاكسلي). تُروى قصَّة اللُّعبة على لسان المُمثلة الأمريكيَّة ليندا هانت.

### القصَّة
تدورُ القصَّة حول كريتوس، وهو مُحاربٌ يعملُ في خدمة آلهة الأولمپ الإغريقيَّة. تُظهرُ مقاطع ذكرياته خلال مراحل اللُّعبة أنَّهُ كان قائدًا عسكريًا لامعًا في الجيش الإسپرطيّ، قاد رجاله إلى انتصاراتٍ كثيرة وغزواتٍ عديدة، قبل أن يُهزم على يد أحد مُلوك البرابرة وجيشه العرمرميّ. وعندما يسقُط تحت رحمة هذا الملك، ويتقدَّم الأخير ليقتُله، يدعو كريتوس إله الحرب آريز ليُنقذه ممَّا هو فيه، ويتعهَّد له بأن يعمل في خدمته إن ترحَّم برجاله وأنقذهم من الفناء ومنحه القدرة على القضاء على الأعداء. فيُوافق آريز ويأتي بنصلين ذات سلاسل، هي نَصْلَي الشَّوَاش التي صيغت في أعماق الجحيم، ويُكبِّلُ بها ساعدَيْ خادمه الجديد. عندها يستعملُ كريتوس سلاحه الجديد ليقطع رأس ملك البرابرة، ويوفي آريز بعهده، فيُفني الجيش البربريّ عن بُكرة أبيه.
بعد ذلك، يقومُ كريتوس بشنِّ الحُروب والغزوات باسم آريز، وفي إحدى غزواته يُهاجمُ قريةً يسكُنها عبدة أثينا، حيثُ قام آريز بنقل زوجة كريتوس وابنته سرًّا؛ وخلال الهُجوم المسعور للأخير على الهيكل، وقتله كُلُّ من فيه، يصرعُ زوجته وابنته بالخطأ، فتتملَّكه الصدمة ما أن يكتشف هول ما اقترفت يداه. وعلى الرُغم من أنَّ آريز كان يعتقدُ بأنَّ من شأن فعله هذا أن يُعتق كريتوس من أيِّ صلةٍ بأيِّ شيء غير خدمته له، غير أنَّ الأخير تتملَّكه الصدمة، ثُمَّ الغضب الشديد، فيرتد عن عهده بخدمة إله الحرب. بعد ذلك تقوم عرَّافة القرية العجوز بلعن كريتوس عبر وثق جلده برماد زوجته وابنته، فتُصبح بشرته رماديَّة مبيضَّة، ويشتهرُ بين النَّاس مُنذ ذلك اليوم باسم «شبح إسپرطة». بعد هذه الحادثة، يُبتلى كريتوس بكوابيس دائمة عن فعلته الشنيعة، فينذر نفسة لخدمة الآلهة الأُخرى علَّها تغفر له وتُريحه من تلك الرُؤى.
في بداية اللُّعبة، يُكشف بأنَّ كريتوس كان قد مضى على خدمته للآلهة عشرُ سنوات، وأنَّ آخر خدمةٍ طُلبت منه كانت من إله البحار پوسيدون، الذي أوعز إليه بأن يقتل العُدار الذي يُروِّعُ البحَّارة ويفتكُ بهم، وما أن يُنفذ ذلك حتّى يدعو أثينا ويشكو لها استمرار الكوابيس رُغم تفانيه بخدمة الآلهة طويلًا، فتُعلمه أنَّه لو أدَّى خدمةً واحدةً بعد، وهي قتلُ آريز، فإنَّ الآلهة ستغفر له جرائمه السَّابقة، بما فيها سفكه دماء عائلته. في تلك الأثناء يكونُ آريز يشُنُّ هُجومًا على مدينة أثينا، بدافع الحقد والكراهيَّة لشقيقته التي أُقيمت المدينة على إسمها، وتُفيدُ الأخيرة بأنَّ سيِّدُ الآلهة زيوس قد حرَّم عليها أن تُقاتل بعضها البعض، لذلك كان لا بُدَّ لفانٍ أن يقوم بهذه المُهمَّة. تُرشدُ أثينا كريتوس إلى المدينة، فيدخُلها وقد أصابها الخراب والدمار، ويلقى فيها حفَّار قُبورٍ غريب الأطوار، يُشجعه على المضيِّ قُدُمًا في مُهمَّته، فيتقدَّم داخل المدينة حتَّى يعثُر على عرَّافتها، ويعلمُ منها أنَّ السبيل الوحيد للتغلُّب على آريز هو عبر صُندوق پاندورا، وهو غرضٌ سحريّ أُسطوريّ يُعطي من يفتحه القُدرة على قتل إله.
بناءً على هذا، ينطلقُ كريتوس خارج المدينة، فيذهب إلى صحراء الأرواح التائهة، وقبل أن يدخُلها تُعلمه أثينا أنَّ صُندوق پاندورا مخفيٌّ داخل هيكلٍ مُقيَّدٍ بسلاسل عملاقة على ظهر الجبَّار كرونوس، وأنَّ زيوس أنزل فيه هذا العقاب الشديد وحكم عليه أن يهيم على وجهه زاحفًا وسط الرمال الحارقة حاملًا هذا الحمل الثقيل، لضُلُوعه في الحرب العُظمى بين الآلهة والجبابرة، قبل خلق البشريَّة. يستدعي كريتوس الجبَّار سالف الذِكر عبر النفخ في بوقٍ كبير، ثُمَّ يقفزُ عليه ويتسلَّق ظهره طيلة ثلاثة أيَّام قبل أن يصل مدخل الهيكل، فيدخُله ويهزم طائفةً واسعةً من الوحوش ويتخطّى الكثير من الأفخاخ، ليعثُر على الصُندوق في نهاية المطاف. غير أنَّ آريز يشعرُ بنجاح خادمه السَّابق، فيقتُله وهو يهمُّ بالخروج من الهيكل، ويُرسل خطَّافاته لتحمل الصُندوق إليه، بينما يهوى كريتوس إلى الجحيم. ما أن يهبطُ كريتوس في العالم السُفليّ حتّى يُصارع للعودة إلى الحياة، فيتخطّى عدَّة وُحوش مُلتهبة ويخرُج بمُساعدة حفَّار القُبور الغريب سالف الذِكر، الذي يُخبره بأنَّ أثينا ليست الإله الوحيد الذي يحرسه. بعد ذلك يتَّجهُ كريتوس إلى أثينا مُجددًا.
ما أن يصل كريتوس إلى المدينة حتَّى يسترجع الصُندوق من آريز ويفتحه، فيُصبح عملاقًا وأشبه بإلهٍ، ويُقاتلُ آريز الذي يُحاولُ تدميره ذهنيًا بعد أن فشل في التغلُّب عليه جسديًا، فيُخضعه لمشهد مقتل عائلته وينزع عنه نَصْلَي الشَّوَاش ويسلبه مقدرته السحريَّة كاملةً، غير أنَّ كريتوس ينجو، ويقتلُ آريز باستخدام نصل الآلهة. وبهذا تنجو المدينة من الدمار الكامل. ثُمَّ يتوجَّه كريتوس إلى أثينا طالبًا منها أن تُزيل تلك الكوابيس من رأسه، فتُخبره أنَّ الآلهة وعدته أن تغفر خطاياه إن نفَّذ المُهمَّة، وأنَّها قد فعلت، لكنَّ أحدًا لا يُمكنه أن ينسى ما تسبب به من أهوالٍ ومآسٍ للعِباد، لذلك فإنَّ تلك الكوابيس سوف تُلازمه طيلة حياته كما تُلازم ذكرى ضحاياه ذويهم. وبهذا يشعُرُ كريتوس أنَّ الآلهة قد تخلَّت عنه، ولمَّا لم يعد يُطيقُ صبرًا على حاله، يُحاولُ الانتحار بأن يُلقي نفسه من على متن أعلى جبال اليونان إلى بحر إيجة، لكنَّ أثينا تتدخَّل وتحول دون موته، وترفعهُ إلى جبل الأولمپ، موطن الآلهة، حيثُ يُكافأ على خدماته، فيُعطى نصلين جديدين، ويُجلس على عرش إله الحرب الخاوي، ليُصبح إله الحرب الجديد.

## التصميم والتطوير
بدأ إستديو سانتا مونيكا بالعمل على تطوير اللُّعبة خلال سنة 2002م، وكشف النقاب عنها بعد سنتين (2004م) بمُناسبة يوم اللاعبين لسانتا مونيكا وشركة سوني للترفيه الحاسوبي. وفي مُقابلةٍ مع موقع گيم سپوت في معرض الترفيه الإلكتروني (E3) لِسنة 2004م، أعلن المُصممون أنَّ سلاح اللاعب الأساسيّ سوف يتضمَّن ما بين 15 إلى 25 هُجومًا مُختلفًا بعد الانتهاء من العمل على اللُّعبة، وأنَّها سوف تتضمَّن نظام حركاتٍ مُركبةٍ حُر يسمحُ للاعب أن يمزج بين الحركات التي يرغب بها دون أي ترتيبٍ أو قيد. وجاء في وصف گيم سپوت للُعبة أنَّها «مزيجٌ بين حركة لُعبة قد يبكي الشيطان (بالإنگليزيَّة: Devil May Cry) وأُحجيات آيكو»، وأشارت إلى أنَّ اللاعب سيكون قادرًا على «القضاء على خصمه بضربةٌ واحدة، كأن يقطعه قسمين».
أكَّد مُخرجُ اللُّعبة ديڤيد جاف أنَّ الأخيرة سوف تُقدَّم أحداثُها تقديمًا سينمائيًا، وأنَّ فريق العمل قام خلال المعرض بالتدقيق في المواضع التي لاحظوا فيها مُعاناة أو انزعاج اللاعبين من نظام الكاميرا، وأنَّهم يُجرون اختباراتٍ مُكثَّفة استنادًا إلى البيانات التي حصدوها خلال الحدث المُنظَّم سالف الذِكر، لضبط وإصلاح وضع الكاميرات. وقال بأنَّهث كُلُّه ثقة بأنَّ الفريق سوف يُصلح جميع المشاكل قبل إصدار اللُّعبة وطرحها في الأسواق. غير أنَّه أضاف بأنَّ اللاعبين «الذين يكرهون أنظمة الكاميرات السينمائيَّة لن نتمكن من فعل أيِّ شيءٍ لهم يُحببهم بكاميرات إله الحرب».
رُغم أنَّ اللُّعبة تستندُ إلى الميثولوجيا الإغريقيَّة، غير أنَّ فريق التطويرمنح نفسه «مساحاتٍ شاسعة» من الحُريَّة لِيُعدِّل ويُغيِّر بالأساطير المعروفة، وأشار جاف إلى أنَّهم تناولوا «أجمل وأروع عناصر الموضوع» وجعلوا القصَّة تتمحور حولها. وفي مُقابلةٍ مع موقع يوروگيمر، قال جاف أنَّه وعلى الرُغم من أنَّ فكرة اللُّعبة كانت فكرته الخاصَّة، إلَّا أنَّ الفضل في ترجمة مفهومها يرجع إلى شركة كاپكوم، فهو كان له أن سبق ولعب سلسلة أونيموشا التي تتحدث عن تاريخ اليابان عبر اللعب بعددٍ من الشخصيَّات البارزة عبره، والتي طوَّرتها الشركة الأخيرة، وقال لنفسه «لنفعل ذلك مع الميثولوجيا الإغريقيَّة». كما استوحى الفكرة جُزئيًا أيضًا من الفيلم السينمائيّ العائد لسنة 1981م حامل عنوان صراع الجبابرة (بالإنگليزيَّة: Clash of the Titans)، وأشار قائلًا: «أكثرُ ما شغل تفكيري كان… مزجُ هذه العناصر بعناصر شبيهة بتلك التي تُقدمها مجلَّة هيڤي متل» (مجلَّة قصص مُصوَّرة أمريكيَّة تشتهر بمزجها بين العناصر الأسطوريَّة القاتمة والخيال العلمي والشبقيَّة)، وأضاف أنَّه يُحبُّ طيفا الموضوع: العناصر التي تجتذب الأطفال مع الميثولوجيا الإغريقيَّة، وفكرة إضافة عناصر للجمهور البالغ، كالجنس والعُنف.
بعد انقضاء معرض الترفيه الإلكتروني لسنة 2004م، أعلن جاف في مُقابلةٍ مع موقع IGN أنَّ هدف فريق التطوير هو «جعل اللاعب يشعُرُ بالوحشيَّة، وأن يخرُج الوحش الكامن بداخله، ويُطلق العنان لِجُنونه»، كما قال أنَّ نظام القتال في اللُّعبة سيكونُ حُرًا بشكلٍ لا نظير له. قام الفريق بتصميم نظاميّ قتال: النظام «الأكبر» الذي يمنحُ اللاعبين الخيار بين اللجوء إلى القتال التقليديّ، أو الهُجومات السحريَّة، أو استعمال الضربة القاضية لقتل الأعداء بحركةٍ واحدة؛ والنظام «المُصغَّر» حيثُ يضغط اللاعب على سلسلةٍ من الأزرار ليؤدّي هُجوماتٍ مُختلفة. وأشار إلى أنَّ الأحاجي المُدرجة قد اكتملت، وأنَّها تشتمل على أحاجي مُستقلَّة مدموجة بحوالي ثلاث غُرف باللُّعبة، وأُخرى شاملة تنتشرُ عبر أربع أو خمس مراحل. وقارن المُخرج سالِف الذِكر بين هذه اللُّعبة وسلسلة ألعاب أمير فارس (بالإنگليزيَّة: Prince of Persia) المشهورة باشتمالها على أحاجي كثيرة وعناصر من ألعاب المنصَّات، وقال أنَّه على الرغم من أنَّ الأحاجي في ألعاب السلسلة المذكورة تكادُ لا تختلف عن بعضها إلَّا بشكلٍ يسير، إلَّا أنَّ كُلَّ أُحجيةٍ من أحاجي إله الحرب مُميَّزة وفريدة بذاتها.
قام صحافي موقع «گاماسوترا» الترفيهي، المدعو فرانك سيفالدي، بتغطية خطابٍ ألقاهُ جاف خلال قمَّة «D.I.C.E.» للتصميم والمُبادرة والتواصل والترفيه الخاصَّة بالمُدراء التنفيذيين لألعاب الڤيديو، التي عُقدت في مدينة لاس ڤيگاس سنة 2006م، وأعلن بعدها أنَّ «إله الحرب تُشكِّلُ فُرصةً نادرةً لأيِّ مُصمم ألعاب كي يُبرز مواهبه»، نظرًا لأنَّ شركة سوني منحت جاف السُلطة المُطلقة ليقوم بتطوير لُعبة بناءً على شروطه الخاصَّة وبميزانيَّةٍ مُعتبرةٍ. وأضاف أنَّ جاف كان يرغب بصناعة اللُّعبة «بدافع الشغف، وليس بدافع الخوف من الرؤساء، وأنَّ هذه اللُّعبة ستكونُ لُعبةً يودُّ جاف نفسه، بوصفه لاعبًا، أن يلعب بها». قال جاف أيضًا أنَّ الفيلم السينمائي من سنة 1981م حامل عنوان سارقو التابوت الضائع (بالإنگليزيَّة: Raiders of the Lost Ark) كان من ضمن الأشياء التي أوحت إليه بتطوير اللُّعبة، وأنَّه أراد للاعبين أن يشعروا كما شعر هو عندما كان طفلًا يُشاهدُ ذلك الفيلم، ولم يرغب بوضع اللاعب في دور المُغامر، كما في حالة سلسلة ألعاب أُسطورة زيلدا (بالإنگليزيَّة: The Legend of Zelda). وفصَّل قائلًا أنَّ إله الحرب صُممت لتكون أبسط ويُتابعُ اللاعب خلالها سيره نحو الأمام على الدوام، وفي الوقت نفسه «ليست مُبتكرة أو فريدة من نوعها، وهذا هو المُراد». أيضًا قال جاف أنَّ نظام الفريق الحاسوبي كان بسيطًا «الأمر الذي دفع الفريق إلى خلق مُحتوىً جديد على الدوام في سبيل أرجحة اللاعب من نطاق اهتماماتٍ إلى آخر». وأضاف أنَّه فهم الحاجة إلى الحفاظ على وحدات تصميم اللُّعبة— أي الحاجة إلى جعل المراحل جميلة المظهر فائقة التفاصيل دونما حاجةٍ إلى تركيب ونسج كُل جزءٍ بالغ الصغر من تلك المرحلة—لكنَّه «كان سيشعُرُ بالملل» لو لم يتخطّوا هذه الحُدود ويُقدمون على فعل ذلك.

## الإصدار
أُصدرت اللُّعبة التجريبيَّة حاملة عنوان «إله الحرب: معركة العُدار» (بالإنگليزيَّة: God of War: The Hydra Battle) يوم 1 كانون الثاني (يناير) 2005م، وظهر فيها كريتوس وهو يُقاتلُ عدَّة أعداء مُختلفين، وانتهت خلال المقطع الذي يظهر فيه العُدار ليفتتح اللُّعبة الأساسيَّة. صدرت اللُّعبة في أمريكا الشماليَّة يوم 22 آذار (مارس) من نفس السنة، وفي المملكة المُتحدة يوم 8 تمّوز (يوليو)، وفي اليابان يوم 17 تشرين الثاني (نوڤمبر)، وبحلول أواخر شهر تمّوز (يوليو) كانت قد أصبحت سادس أفضل الألعاب الإلكترونيَّة مبيعًا في سنة 2005م حتَّى تلك اللحظة. وفي سنة 2006م، احتلَّت موقعًا ضمن قائمة أعظم ألعاب الپلايستيشن 2 الضاربة. وخلال شهر حُزيران (يونيو) سنة 2012م، أعلنت شركة سوني أنَّ اللُّعبة بيع منها أكثر من 4.6 ملايين نسخة حول العالم.
| المنطقة أو البلد        | تاريخ الإصدار على جهاز الپلايستيشن 2 | تاريخ الإصدار على جهاز الپلايستيشن 3                           | تاريخ الإصدار على جهاز الپلايستيشن ڤيتا |
| ----------------------- | ------------------------------------ | -------------------------------------------------------------- | --------------------------------------- |
| أمريكا الشمالية         | 22 آذار (مارس) 2005م                 | 17 تشرين الثاني (نوڤمبر) 2009م 28 آب (أغسطس) 2012م ضمن الملحمة | 6 أيَّار (مايو) 2014م                     |
| أوروپَّا والمملكة المُتحدة | 8 تمّوز (يوليو) 2005م                 | 30 نيسان (أبريل) 2010م                                         | لم تصدر بعد                             |
| اليابان                 | 17 تشرين الثاني (نوڤمبر) 2005م       | 18 آذار (مارس) 2010م                                           | 15 أيَّار (مايو) 2014م                    |
| أستراليا                | -                                    | 29 نيسان (أبريل) 2010م                                         |                                         |

أُصدرت هذه اللُّعبة والجُزء الثاني منها، حامل عنوان «إله الحرب 2» يوم 17 تشرين الثاني (نوڤمبر) سنة 2009م كجزءٍ من مجموعة إله الحرب، حيثُ تمَّت ترقية عدَّة عناصر منها لتتلائم مع جهاز الپلايستيشن 3، وأبرزُها الرُسوم المنهجيَّة وخاصيَّة تدعم الحُصول على جوائز الپلايستيشن 3. أصبحت هذه النسخة الجديدة مُتوافرة في الأسواق اليابانيَّة يوم 18 آذار (مارس) 2010م، وفي أستراليا يوم 29 نيسان (أبريل)، وفي المملكة المُتحدة يوم 30 نيسان (أبريل) من ذات السنة. أُطلقت مجموعة إله الحرب في متجر الپلايستيشن للتحميل الرقمي يوم 2 تشرين الثاني (نوڤمبر) سنة 2010م، لتكون أوَّل مُنتجٍ ذي برمجيَّاتٍ خاصَّة بالپلايستيشن 2 يتوافر للتحميل. يُمكنُ للمُشتركين في شبكة «الپلايستيشن پلس» أن يقوموا بتحميل نسخة تجريبيَّة مُدَّتُها ساعةٌ واحدةٌ من كُلِّ لُعبةٍ من اللُعبتين سالفتا الذِكر. أُصدرت نسخةٌ خاصَّة بالپلايستيشن ڤيتا يوم 6 أيَّار (مايو) 2014م. بحُول شهر حُزيران (يونيو) من سنة 2012م، كانت مجموعة إله الحرب قد بيعت أكثر من 2.4 ملايين نسخة حول العالم، وفي 28 آب (أغسطس) 2012م، أُطلقت النُسخ المُعدَّلة من ألعاب إله الحرب وإله الحرب 2 وإله الحرب 3 وإله الحرب: سلاسلُ الأولمپ وإله الحرب: شبح إسپرطة ضمن مجموعة ملحمة إله الحرب، ضمن سلسلة إصدارات سوني الجديدة لمجموعات ألعاب الپلايستيشن 3 في أمريكا الشماليَّة.

## الموسيقى والمؤثرات الصوتيَّة
تمَّ تأليف الموسيقى التصويريَّة للُعبة، حاملة عنوان: «إلهُ الحرب: الموسيقى التصويريَّة الأصليَّة من لُعبة الڤيديو» (بالإنگليزيَّة: God of War: Original Soundtrack from the Video Game)، من قِبل كُلٍّ من: جيرار مارينو، ورون فيش، ووينيفرد فيلپس، ومايك ريگن، وويني والدرون، وكريس ڤالاسكو، ومارسلّو دي فرانشسكي، وأُصدرت على قرصٍ مضغوطٍ (CD) من إنتاج شركة سوني للترفيه الحاسوبي، بوصفه مُنتجٌ حصريٌّ لمتجر سوني كونِّكت للموسيقى، وذلك يوم 1 آذار (مارس) سنة 2005م. يُلاحظُ بإنَّ عددًا من التسجيلات الموسيقيَّة تظهر من ضمنها أصواتٌ أُخرى مُسجَّلة من اللُّعبة. قام الناقد العامل في موقع سكوير إنكس للموسيقى، دايڤ ڤالنتين، بمنح اللُّعبة علامة 8 من أصل 10 مادحًا المؤلفين لتفاديهم إنتاج «أنغام مُضجرة لا مُتناهية لمشاهد الحركة»، كما امتدح المؤثرات الصوتيَّة كونها تتمتع «بأنغامٍ أوركستريَّة عديدة حسنة التأليف، ذات روحٍ وأصواتٍ لآلاتٍ قديمةٍ إثنيَّةٍ». بالمُقابل، قام سپنس د. من موقع IGN بمنح اللُّعبة 6.9 علامات من أصل 10، ومدح الكُتَّاب كذلك لاستعمالهم آلاتٍ قديمةٍ وإثنيَّة، لكنَّهُ انتقد الانتقال غير المُتوازن بين المقطع والآخر. وخلال شهر آذار (مارس) من سنة 2010م، أُصدرت الموسيقى التصويريَّة كمُحتوىً قابل للتحميل، بوصفها جزءٌ من ثُلاثيَّة المُوسيقى التصويريَّة لإله الحرب (بالإنگليزيَّة: God of War Trilogy Soundtrack) الواردة ضمن الإصدار الأعظم لإله الحرب 3.

## رُدود الأفعال

### رأي النُقَّاد
| استقبال |        |
| --- | ------ |
| الدرجات الإجمالية المجموع نقاط غيم رانكينغز 93.69% [ 45 ] ميتاكريتيك 94/100 [ 46 ] نتائج المراجعة نشرة نقاط 1أب.كوم A+ [ 47 ] يورو غيمر 9/10 [ 48 ] غيم برو [ 49 ] غيم سبوت 9.3/10 [ 50 ] غيم سباي 5/5 [ 51 ] غيمز رادار 10/10 [ 52 ] آي جي إن 9.8/10 [ 53 ] |        |
| الدرجات الإجمالية |        |
| المجموع | نقاط   |
| غيم رانكينغز | 93.69% |
| ميتاكريتيك | 94/100 |
| نتائج المراجعة |        |
| نشرة | نقاط   |
| 1أب.كوم | A+     |
| يورو غيمر | 9/10   |
| غيم برو | [ 49 ] |
| غيم سبوت | 9.3/10 |
| غيم سباي | 5/5    |
| غيمز رادار | 10/10  |
| آي جي إن | 9.8/10 |

هلل النُقَّاد حول العالم لهذه اللُّعبة، فحصدت إعجابهم بشكلٍ كبيرٍ جدًا حسب ما أظهرته استطلاعات الرأي، فعلى سبيل المِثال أشار موقع گيم رانكينگز المُختص بتجميع آراء الجمهور والتقديرات الخاصَّة بالألعاب الإلكترونيَّة أنَّ اللُّعبة حصدت نسبة 93.69% من إجمالي التأييد الجماهيري، وأشار موقع ميتاكريتيك أنَّ اللُّعبة حصدت 94 علامة من أصل 100. كتب صحافي قناة سي إن إن طوم لاين يقول: «إلهُ الحرب هي ذاك النوعُ من الألعاب الذي يجعلك تعي سبب لعبك بالألعاب الإلكترونيَّة أصلًا». وأشار إلى أنَّها تُسببُ الإدمان وتُعلِّقُ اللاعب فيها، وأنَّ الحركة فيها مُتوازية مع كميَّة الأحاجي وألعاب المنصَّات المُتواضعة. وامتدح سُرعة تقدَّم أحداث اللُّعبة وتطوُّرها، قائلًا أنَّها «إحدى أعنف الألعاب المُتوافرة في الأسواق».
قال الصحافي العامل في موقع گيم اسپاي المدعو ريمون پاديلَّا أنَّ أُسلوب اللعب «مُمتاز» وأنَّ اللُّعبة «تتمتَّع بإحدى أكثر مشاهد العنف الفائقة التي رأتها عيناي دمويَّةً وشدَّةً». وامتدح نظام الحركات المُركبة الزاخر، الذي يمنح اللاعبين القُدرة على تشكيل مجموعة من الضربات أثناء القتال عبر الضغط على أزرارٍ مُختلفة من الحاكوم، كما أضاف أنَّها تُشكلُ تحديًا بالنسبة للاعبين الذين «يُلقون بثقلهم ويعتمدون على النظام اعتمادًا تامًا». كتب كريس سلّ العامل في شبكة پال للألعاب الإلكترونيَّة (بالإنگليزيَّة: PAL Gaming Network) يقول بأنَّ أجمل سمات اللعب لهذه اللُّعبة هي بساطته، وأنَّ الحركات البطيئة «مُمتعة للغاية»، و«مُرضية كثيرًا»، وأكثرها ترفيهًا وإرضاءً خلال مراحل القتال مع الزُعماء. أمَّا بالنسبة لمزج عناصر ألعاب المنصَّات مع القتال، فقد أشار سلّ أنَّ «إلهُ الحرب تنجحُ في ذلك تمامًا».
أيضًا، قال لاين سالف الذِكر، أنَّ القصَّة «تفرض نفسها»، فيما قال سلّ أنَّها مكتوبةٌ بصورةٍ جيِّدة، ونادرًا ما تُماطل. كتب پاديلَّا يقول: «إلهُ الحرب هي أفضلُ ما حصل للميثولوجيا الإغريقيَّة» مُنذ أن لعب هاري هملين دور پرسيوس في فيلم صراع الجبابرة. وامتدح النظام الصوتيّ واصفًا إيَّاه بالقوي جدًا، لكنَّه شعر بأنَّ بعض الآداءات الصوتيَّة والتسجيلات الموسيقيَّة كانت مُبالغة بعض الشيء. أفاد الصحافي العامل في موقع يوروگيمر أنَّ التسجيل الصوتيّ عبارة عن «مثالٍ ذكوريٍّ مُذهلٍ لتسجيلٍ موسيقيٍّ دراماتيكيٍّ حسن التدبير ذي تأثيراتٍ هادرةٍ».
أضاف سلّ بأنَّ الرُسوم المنهجيَّة للُعبة قد تكون «الأفضل لأيِّ لُعبةٍ على جهاز الپلايستيشن 2»، وعلى المُنافس الرئيسيّ لها، أي جهاز Xبوكس. وقال بأنَّ تصميم الشخصيَّات «مُمتاز» وأنَّ كُلُّ مرحلةٍ من المراحل لها مظهرها الخاص المُميَّز وتوحي للاعب بشعورٍ مُختلفٍ على المرحلة السابقة. امتدح الصحافي العامل في موقع پلايستشن يونيڤرس، المدعو إريك بلاتبرگ، امتدح الرُسوم كونها سلسة، وواقعيَّة، ويُمكنُ أن تظهر على شاشة تلفازٍ عريضة ذات دقَّة تبلغ 480p. كما قال بأنَّ الرُسوم «رائعة»، والبيئات الموضوعة «مُذهلة ومُفصَّلة على نحوٍ لا يُصدَّق». أشار ميخائيل ريپارز من موقع گيمز رادار إلى مقدار التفاصيل المبذولة في اللُّعبة وكيف أنَّ الجهاز لا يتحمَّل مُعالجة دقَّتها في بضعة أحيان، مُفسرًا ذلك بأنَّهُ نتيجة تطوَّر الألعاب بشكلٍ يفوق قدرة عتاد الپلايستيشن 2 الأصليّ، وقال: «في بعض الأحيان تُماطلُ الرُسومات وتبطأ حركتها حتَّى». لكنَّهُ رُغم ذلك منح اللُّعبة علامةً مُمتازة كاملة، وختم تقريره بقوله: «هذه المشاكل ضئيلة عند الأخذ بعين الاعتبار التصميم الخلَّاق لإله الحرب، والقصَّة المُلفتة للانتباه، والمرح الكثير الذي يشعر به اللاعب ما أن يخوض باللُّعبة. إنَّ هذه اللُّعبة هي إحدى أفضل الألعاب الحركيَّة على الپلايستيشن 2، وهي تبرُز بحقٍ لتكون إحدى التُحف الرَّائعة».
أشار سلّ أيضًا إلى أنَّ اللُّعبة لا تُعاني من عيوبٍ سوى القليل، وأنَّ العيب الوحيد الجدير بالذِكر هو نظام الكاميرا: إذ قال بأنَّ الكاميرات ولو أنَّها تؤدي عملها جيدًا عبر تتبُّع خطوات كريتوس «غير أنَّ هُناك بعض اللحظات المُزعجة حينما يُهاجمك شيءٌ خارج حُدود الشَّاشة، أو تفشل في تخطّي عائقٌ ما كونك لم ترى المكان الذي تقفزُ إليه بوضوح». من الشكاوى الأُخرى الضئيلة التي قال بها سلّ: عدم وجود خاصيَّة إعادة لعب المراحل، والوقت الطويل الذي تتطلَّبه ترقية الأدوات والأسلحة، والمعركة الأخيرة مع آريز التي وصفها بأنَّها «مُخيِّبة للآمال قليلًا». كذلك، كتب ريد يقول أنَّه وجد بأنَّ بعض أقسام المراحل التي تتطلَّب من اللاعب أن يتوازن خلال سيره على العواميد «مُزعجة بعض الشيء». كما قال أنَّ اللاعبين قد يطغى عليهم الأعداء بعددهم الهائل «غير أنَّهم سُرعان ما يتأقلمون مع الوضع ويتنقلون بين حركةٍ وأُخرى حتَّى يقضون عليهم أجمعين ويشعرون بالرضا».

### الجوائز والمراتب
فازت لُعبة إله الحرب بعدَّة جوائز ضمن حفل جوائز «أفضل لُعبة في السنة». وفي حفل توزيع جوائز سپايك لألعاب الڤيديو لسنة 2005م، ظفرت بلقب «أفضل لُعبة حركيَّة» وفاز مُخرجها ومُصممها ديڤيد جاف بجائزة «مُصمم السنة». كما رُشِّحت لتفوز بجائزة أفضل لُعبة في السنة، وأفضل أداء صوتيّ لرجل (ترَّانس كارسون بدور كريتوس)، وأفضل تسجيلٍ موسيقيٍّ. وفي حفل توزيع جوائز الإنجاز التفاعليَّة لِسنة 2006م، فازت اللُّعبة بعدَّة جوائز أُخرى، بما فيها: «لُعبة العام»، و«أفضل لُعبة لجهاز ألعاب في السنة»، و«لُعبة السنة الحركيَّة - المُغامراتيَّة». وفي سنة 2009م، سمّى موقع IGN اللُّعبة كسابع أفضل لُعبة إلكترونيَّة لجهاز الپلايستيشن 2. وخلال شهر تشرين الثاني (نوڤمبر) من سنة 2012م، وضعت مجلَّة كومپلكس اللُّعبة المذكورة في المرتبة الحادية عشر ضمن قائمة أفضل ألعاب الپلايستيشن 2 في التاريخ.

## في الأوساط الإعلاميَّة الأُخرى

### الرواية
خلال شهر تمّوز (يوليو) سنة 2009م، أُعلن رسميًا عن اقتباس قصَّة اللُّعبة (وجُزئها الثاني: إله الحرب 2) وجعلها روايةً تحملُ عنوان «إله الحرب». كُتبت الرواية من قِبل ماثيو استوڤر وروبرت إدوارد ڤاندرمان، ونُشرت يوم 25 أيَّار (مايو) سنة 2010م من قِبل شركة «دل راي بوكس» للنشر.
وفي مُقابلةٍ مع مجلَّة «پلاي» البريطانيَّة، قال ڤاندرمان أنَّ إحدى كُتب الميثولوجيا المؤلَّف خلال عقد الثلاثينيَّات من القرن العشرين كان السبب وراء إثارة اهتمامه بالميثولوجيا الإغريقيَّة، وأنَّ فُرصة عمله بتأليف رواية عن قصَّة إله الحرب لم تكن لِتُفوَّت أبدًا. وأضاف أنَّ منح القُرَّاء أُسس حبكةٍ متينة كان أمرًا ضروريًا، وأنَّه كان لا بُدَّ من إضافة عناصر جديدة إلى الرواية حتَّى لا تُكرر أحداث اللُّعبة وتتبع نفس سياقها. وعلى الرُغم من أنَّ ڤاندرمان نفسه لم يلعب اللُّعبة، غير أنَّه قال بأنَّ روايته تستند على مؤلَّفات الكاتبة الأمريكيَّة - الألمانيَّة إديث هملتون التقليديَّة عن الميثولوجيا الإغريقيَّة، وبالأخص «الميثولوجيا الأكثر قُبولًا من الجمهور، مع رشَّةٍ من البهار». وصف ڤاندرمان كريتوس بقوله أنَّهُ شخصيَّةٌ جوهريَّةٌ، وتابع قائلًا: «هذا الصِّراعُ الداخليّ بين دوافعه يجعل منه بطلًا عظيمًا، ولو كان مُضطربًا». كما أكَّد بأنَّهُ يعمل على الرواية الثانية، وقال أنَّ هُناك أفكارٌ مُحتملةٌ كثيرةٌ حول قصصٍ تتناول كريتوس، وأنَّهُ «من العار» ألَّا يكون هُناك المزيد من الكُتب التي تتحدث عن تفاصيل نضالاته ومساعيه، كتلك المرحلة عندما كان لا يزالُ خادمًا لآريز، أو قبل لقائه ملك البرابرة.
تُعيدُ الرِّواية سرد أحداث اللُّعبة، وتُقدَّمُ رؤىً أعمق للقصَّة، فتُفسِّر بأنَّ أثينا أرادت لِكريتوس أن يقتُل آريز في الواقع، وكيف أنَّها تلاعبت بباقي الآلهة، عدا زيوس، لتجعلها تُعين كريتوس على أداء مُهمَّته. وبعد أن عرف زيوس بمُخطط أثينا، قرَّر أن يُساعد كريتوس بنفسه، فمنحهُ القدرة على رمي الصَّواعق، وتنكَّر بهيئة حفَّار القبور ليُرشده في دربه، وفي نيَّته أن يجعله إله الحرب الجديد بعد موت آريز. تقوم أثينا بإقناع پوسيدون بمُساعدة كريتوس عبر إخباره بأنَّ آريز كان من أحضر العُدار إلى البحار وسلَّطه على البحَّارة.
أيضًا تقتنعُ أرتميس بمُساعدة كريتوس لأنَّ آريز وجيوشه عاثت وتُعيثُ فسادًا في الغابات والبراري، فتحرق الغابات وتقتل الحيوانات، ومن شأن القضاء عليه أن يُعفي الطبيعة من هكذا اعتداءات مُستقبلًا. وتقومُ أثينا بالتأثير على أفروديت عبر إقناعها بأنَّ ميدوسا تُخطط للقيام بفعلٍ ضدَّها. أمَّا هاديس فلا يأتي الكِتابُ على ذكره، فلا يُقابله كريتوس ولا يحصل على سحره. كذلك، يتغاضى الكتاب عن المقطع الذي يحصل فيه كريتوس على النصلين الجديدين من أثينا، كما يُكشف النقاب عن أصل نَصْلَي الشَّوَاش، فيظهر بأنَّ هيفستوس، إله النار والتعدين، هو من صاغ النصلين من نار الجحيم.
من الاختلافات الأُخرى بين اللُّعبة والرواية، هي ظُهور شخصيَّاتٍ إضافيَّةٍ في الأخيرة، مثل إله التجارة هرميز الذي يُعلمُ أثينا أنَّ كريتوس على وشك أن يُقدم على الانتحار، و«كيوس» الرُبَّان الأوَّل لِسفينة كريتوس، وخادميّ ميدوسا: جورّ ورجلٌ أعمى. كذلك، يُكشف النقاب على أنَّ البنتين التوأم اللتين يُقابلهما كريتوس في اللُّعبة الجنسيَّة المُصغَّرة هما ابنتيّ أفروديت، زورا ولورا. كما يشرح الكتاب كيف أنَّ بعض المخلوقات الأُسطوريَّة، التي صُرعت على يد بعض أبطال الميثولوجيا الإغريقيَّة، لا تزالُ على قيد الحياة. فعلى سبيل المِثال، يذكُر زيوس أنَّ هرقل سبق له وأن قتل العُدار، وتؤكِّدُ أثينا على ذلك، لكنَّها تُعلم أبيها بأنَّ العُدار الجديد هو نِتاجُ زواج الجبَّارين تايفوس وإكيدنا، وأنَّ آريز هو من أطلقهُ ليُعيث فسادًا في البحار.

### الفيلم السينمائيّ
أُعلن خِلال سنة 2005م عن نيَّتةٍ بإنتاج فيلمٍ سينمائيٍّ ذي قصَّة مُقتبسة عن اللُّعبة. وأكَّد جاف هذا القول بإعلانه عن إعداد الكاتب ديڤيد سلف النصَّ الحواريّ الكامل للفيلم، وأنَّ البحث جارٍ عن مُخرج. كما أكَّد بأنَّ إستوديوهات يونيڤرسال هي الشركة المُنتجة المُلتزمة بإعداد الفيلم، غير أنَّهُ قال بأنَّهُ غير مُتأكد من وضع الأخير، وفي وقتٍ لاحق شكَّك بإمكانيَّة صُدور الفيلم على الإطلاق. وفي شهر أيلول (سپتمبر) سنة 2008م، أكَّد المُخرج بريت راتنر خلال مُقابلةٍ مع موقع UGO أنَّه سيتولّى إخراج الفيلم، ولكن خلال شهر شُباط (فبراير) سنة 2009م، أُعلن رسميًا بأنَّ راتنر تخلَّى عن المشروع لصالح فيلم «سرقة بُرج» (بالإنگليزيَّة: Tower Heist). خِلال شهر آذار (مارس) سنة 2010م، أعلنت إستوديوهات سانتا مونيكا أنَّها لا تتمتَّع بأيَّة حقوق تأليف إبداعيَّة على الفيلم العتيد. قال جاف خلال تصوير وثائقي «إلهُ الحرب - مُدارء اللُعبة مُباشرةً» (بالإنگليزيَّة: God of War – Game Directors Live) يوم 1 أيلول (سپتمبر) 2010م، أنَّ النص عُرض على المُمثِّل البريطاني دانيال كريگ، الذي يؤدي دور جيمس بوند، قبل سنةٍ ونصفٍ، لكنَّه رفض المُشاركة. كما أشار إلى أنَّ أحد المُمثلين الآخرين وقَّع عقدًا ليؤدي دور كريتوس، قائلًا أنَّهُ «جيِّدٌ جدًا للدور بحال سارت الأُمور على ما يُرام». وفي شهر تمّوز (يوليو) 2012م، أشارت جريدة هوليوود ريپورتر أنَّ كتبة فيلم حافَّة الهادي (بالإنگليزيَّة: Pacific Rim)، پاتريك ملتون وماركوس دانستن، قد اعتُمدا لتحويل قصَّة إله الحرب إلى فيلم.
وفي 30 آب (أغسطس) 2012م، قال ملتون ودانستن في مُقابلةٍ مع موقع IGN أنَّهُ تمَّت الاستعانة بهما ليقوما بإعادة صياغة السيناريو الذي وضعهُ ديڤيد سلف كونهما اعتبراه قد أصبح قديمًا وغير مُلائم، نظرًا لأنَّهُ كُتب قبل إنتاج عددٍ من الأفلام السينمائيَّة من ذات النوع مُنذ ذلك الحين، مثل فيلميّ «صراع الجبابرة» (بالإنگليزيَّة: Clash of the Titans) سنة 2010م، وجُزئه الثاني «سخط الجبابرة» (بالإنگليزيَّة: Wrath of the Titans) سنة 2012م. وأفادا أنَّ خطوتهما القادمة ستكون خلع الإنسانيَّة على كريتوس، الذي سيبدأ القصَّة كإنسانٍ فانٍ وربَّ أُسرة، ولن يحصل أيُّ تغيُّرٍ محوريٍّ في حياته إلى أن يلقى ملك البرابرة. وأضاف ملتون: «سوف نتعرَّف على كريتوس ونكتشف كيف يُفكِّر ويعمل... وسوف يتطلَّب الأمر حوالي 30 دقيقة من بناء هذه الشخصيَّة، حتَّى إذا تحوَّل إلى شبح إسپرطة يستطيع المُشاهد أن يفهمه كإنسان ويفهم أهميَّة وماهيَّة الرحلة التي عليه أن يُقدم عليها». ووفقًا لِدانستن، فإنَّ «فيلمًا ضخمًا مثل إله الحرب يتطلَّب من المؤلِّف أن يغوص أكثر في شخصيَّة البطل، كما في أفلام الرُعب». كما أشار الكاتبان أنَّهُما يُعدَّان «خططًا كبيرةً لآريز»، وأَّنهُما يسعيان إلى بناء شخصيَّته أكثر ممَّا هي عليه في اللُّعبة... حتَّى يُصبح شريرًا بكُلِّ ما تحمل الكلمة من معنى، وأن لا يقتصر إظهار شرِّه على تدميره مدينة أثينا.
خلال شهر تشرين الثاني (نوڤمبر) سنة 2012م، أعلن الكاتبان لِموقع گيم سپوت أنَّ الفيلم «سيكونُ نسخةً مُطوَّرةً عن بعض الأفلام أمثال صراع الجبابرة والخالدون، كونه سيخطو خُطوةً إضافيَّةً أكثر جُرأة». وقال ملتون أنَّ شركة سوني «شجَّعتهما» على جعل الفيلم مُختلفًا عن الأفلام الأُخرى الشبيهة به والتي تدور أحداثها في عالم اليونان القديمة الأُسطوريّ. أيضًا أُعلن رسميًا عن أنَّ تشارلز روڤن وألكس گارتنر، اللذان كانا يعملان على إنتاج الفيلم المُستند على لُعبة «مجهول» (بالإنگليزيَّة: Uncharted) سيُنتجا هذا الفيلم كذلك، عبر شركة أطلس إنترتينمت. ومُنذُ 12 تشرين الثاني (نوڤمبر) 2012م حتّى اللحظة، لم يتم تحديد أيُّ مُخرجٍ سيعمل على الفيلم، ولا أيَّة مُمثلين، ولا تاريخ إصدار. حُددت ميزانيَّةُ الفيلم بمائةٍ وخمسين (150) مليون دولار أمريكي.

### مُلاحظات
- SCE Santa Monica Studio، المحرر (2005). God of War (Instruction manual). Sony Interactive Entertainment.
- Stover، Matthew [بالإنجليزية]؛ Vardeman، Robert [بالإنجليزية] (25 مايو 2010). God of War. God of War (ط. 1). USA: Del Rey Books. ISBN:978-0-345-50867-6.

## وصلات خارجيَّة
- إله الحرب على موقع IMDb (الإنجليزية)
- إله الحرب على موقع الموسوعة البريطانية (الإنجليزية)
- God of War على مشروع الدليل المفتوح